# Joel (Sohn Samuels)
Joel ist eine biblische Person, die im Buch Samuel als Familienmitglied des Propheten Samuel erwähnt wird.

## Etymologie
Der Name יֹואֵל jô’êl, deutsch ‚Joel‘ 1 Sam 8,2  ist ein aus zwei Elementen zusammengesetzter Name. Er besteht aus dem Gottesnamen יהוה jhwh, deutsch ‚JHWH‘ und dem Wort אֵל ’êl, deutsch ‚Gott‘. Zusammengesetzt ergibt sich als Namensbedeutung „JHWH ist Gott“.
Die griechische Form des Namens lautet Ιωηλ Iōēl (1 Sam 8,2 ), die lateinische Iohel (1 Sam 8,2 ).

## Erwähnungen in der Bibel

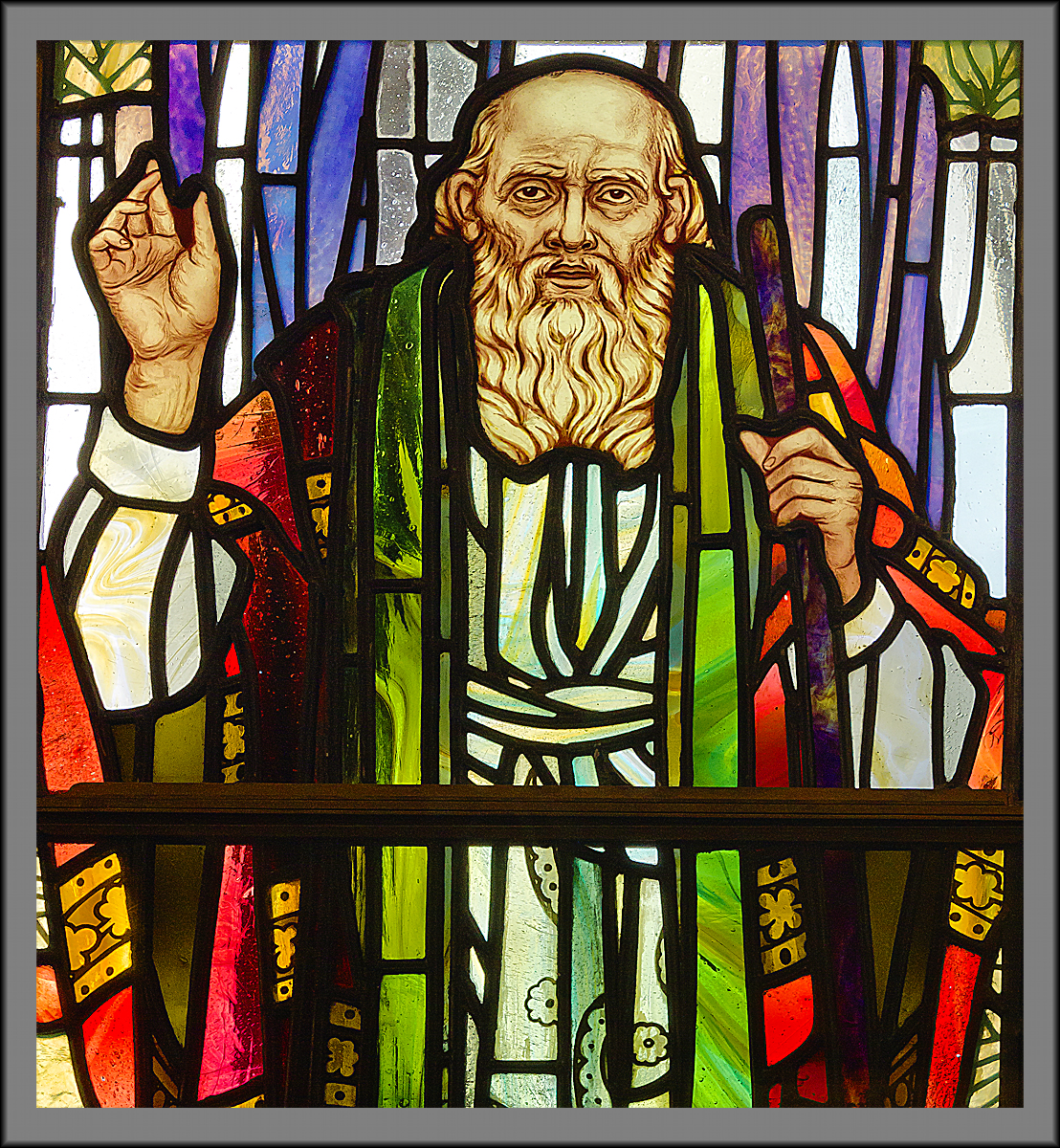
Samuel als alter Mann (St Mungo Museum of Religious Life and Art, Glasgow)

In 1 Sam 8,2  wird Joel eingeführt. Er ist der erstgeborene Sohn des Propheten Samuel und wird von diesem neben seinem jüngeren Bruder Abija als einer der Richter über Israel eingesetzt, als Samuel alt wird. Sitz der beiden Richter ist Beerscheba. Joel und Abija nutzen ihre Position jedoch zu ihrer eigenen Bereicherung aus, indem sie Bestechungen annehmen und das Recht beugen (1 Sam 8,3 ). Dies hat zur Folge, dass die Ältesten Israels Samuel darum bitten, einen König über sie einzusetzen (1 Sam 8,5 ), was letztendlich zu Sauls Aufstieg zum König über Israel führt.
Des Weiteren wird Joel in 1 Chr 6,13  im Stammbaum der Leviten als Sohn Samuels und Bruder Abijas und in 1 Chr 6,18  als Vater des Tempelsängers „Heman, der Sänger“ erwähnt.
Es fällt jedoch auf, dass an der Stelle 1 Chr 6,13  in der BHS וַשְׁנִי wašnî, deutsch ‚Waschni‘, in der Septuaginta Σανι Sani und in der Vulgata (1 Chr 6,28 ) Vasseni als Erstgeborener Samuels genannt wird. Die Lutherbibel in der Revision von 2017 gibt den Namen jedoch ebenfalls mit Joel an, die Zürcher Bibel in der Revision von 2007 verzichtet auf die Nennung des Namens des Erstgeborenen. Die Elberfelder Bibel in der Revision von 2006 übersetzt Joel, weist aber auf das textkritische Problem hin.